# Sophus Torup
Sophus Carl Frederik Torup (født 15. august 1861 i Nykøbing, Falster, død 30. november 1937 i Oslo) var en norsk-dansk fysiolog.
Torup tog medicinsk eksamen 1885, studerede fysiologi udenlands 1885 og 1887—1888 og var assistent ved fysiologisk laboratorium 1886—1887. Efter kandidattjeneste ved Frederiks Hospital tog han doktorgraden 1887 (Om Blodets Kulsyrebinding), og deltog i indretningen af forsøgslaboratoriet ved Landbohøjskolen, idet han var udset til at overtage det nye lektorat i dyrefysiologi der, men kaldtes 1889 til professor i fysiologi ved Kristiania Universitet. Torup, der særligt beskæftigede sig med blodets, ernæringens og stofskiftets fysiologi, var medlem af flere videnskabelige selskaber og akademier og hørte inden for sit fag til Nordens ledende mænd.